# John Hanning Speke
John Hannington Speke (Bideford, Devon, 1827. május 4. – Wiltshire, 1864. szeptember 15.) angol katona, felfedező. A brit indiai hadsereg tisztjeként három expedíción is részt vett Afrika belsejében, nevéhez a Nílus forrásának kutatása fűződik. Nevét leggyakrabban John Hanning Speke-ként említik.

## Élete
1844-ben a brit hadsereg Sir Colin Campbell parancsnoksága alatt részt vett az első angol-szikh háborúban. Speke szabadsága alatt a Himalája kutatásába kezdett, egy alkalommal egészen Tibetig eljutott.
1854-ben vett részt első afrikai expedícióján, az akkor már hírnevet szerzett Richard Francis Burtont kísérte el szomáliai útján. Az expedíció balul sikerült. A csapatot megtámadták, Burton és Speke súlyosan megsebesült. Speke-et elfogták és lándzsával többször megszúrták mielőtt sikerült kiszabadítania magát és elmenekülnie. Burton úgy menekült meg, hogy egy dárda arcának mindkét oldalát átszúrta. Megmenekülése után Speke visszatért Angliába, majd miután felépült, a krími háborúban vett részt.
1856-ban Speke és Burton együtt utaztak Kelet-Afrikába, hogy megtalálják az elbeszélések szerint a kontinens közepén fekvő Afrikai Nagy Tavakat. Mindketten azt remélték, hogy expedíciójuk megtalálja a Nílus forrását is. Az út rendkívül kimerítő volt, különféle trópusi betegségekben mindketten megbetegedtek. Speke sokat szenvedett, amikor egy időre hallását elvesztette, mivel egy rovar a fülébe mászott, a rovart csak a késével tudta eltávolítani. Később egy időre a látását is elvesztette. Viszontagságos útjuk végén ők voltak az első európaiak, akik megpillantották a Tanganyika-tavat (bár Speke még ekkor is látási problémákkal küzdött és nem látta tisztán a tavat). Egy másik tó hírét is hallották a környéken, de Burton túlságosan beteg volt és képtelen volt az út folytatására. Így Speke egyedül ment tovább és megtalálta azt a tavat, melyet az angol királynő tiszteletére Viktória-tónak nevezett el. Ez volt az a tó, mely végül is a Nílus forrásának bizonyult. Eddigre azonban az expedíció felszerelésének jó része elveszett, így földmérő eszközök hiányában lényeges adatok, például a tó szintjének magassága és mérete nem voltak megállapíthatóak.

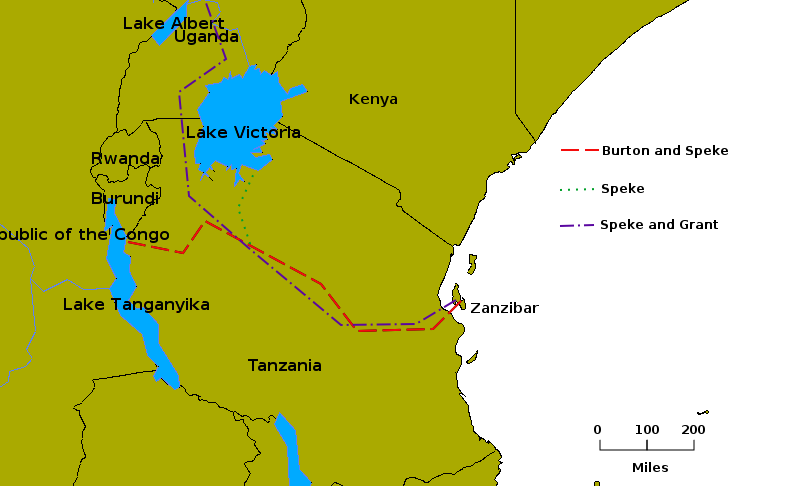
Burton és Speke (1857-1858) valamint Speke és Grant (1863) expedícióinak útvonalai

Speke 1859. május 8-án, Burton előtt ért vissza Angliába, ahol a Királyi Földrajzi Társaság előtt tartott előadása, melyben a Nílus forrásának felfedezéséről beszélt, egy csapásra híressé tette útjukat. Amikor Burton május 21-én megérkezett, nagyon megharagudott Speke elsietett bejelentése miatt, azt állította, hogy Speke felrúgta megállapodásukat, mely szerint közösen tartottak volna előadást a Földrajzi Társaság előtt. Kapcsolatukban további szakadást jelentett az a tény, hogy a következő expedíció vezetésére Speke-et jelölték ki, és Burton részt sem vett rajta. Az expedícióról 1859. június 13-án számoltak be a Királyi Földrajzi Társaságnak közösen írt tanulmányukban.
James Augustus Granttal együtt Speke 1860 októberében indult el Zanzibárból a kontinens belsejébe. Amikor Ugandába értek Grant északnak fordult, Speke pedig folytatta útját nyugat felé. Speke 1862. július 28-án érte el a Viktória-tavat, majd a tó nyugati oldalán, a tavat megkerülve utazott észak felé, útja során a tóból nem sokat látott, a tó északi végén azonban megtalálta a tóból kifolyó Nílust, és felfedezte a Ripon-vízesést. Ezután Speke a Níluson lefelé hajózva utazott tovább, és találkozott Granttal. Innen Szudán déli részébe Gondokoróba ment tovább, ahol találkozott Samuel Bakerrel és annak magyar származású feleségével, Sas Flórával, majd Kartúmba érve elküldte nevezetes táviratát Londonba: „a Nílus-ügy elintézve".

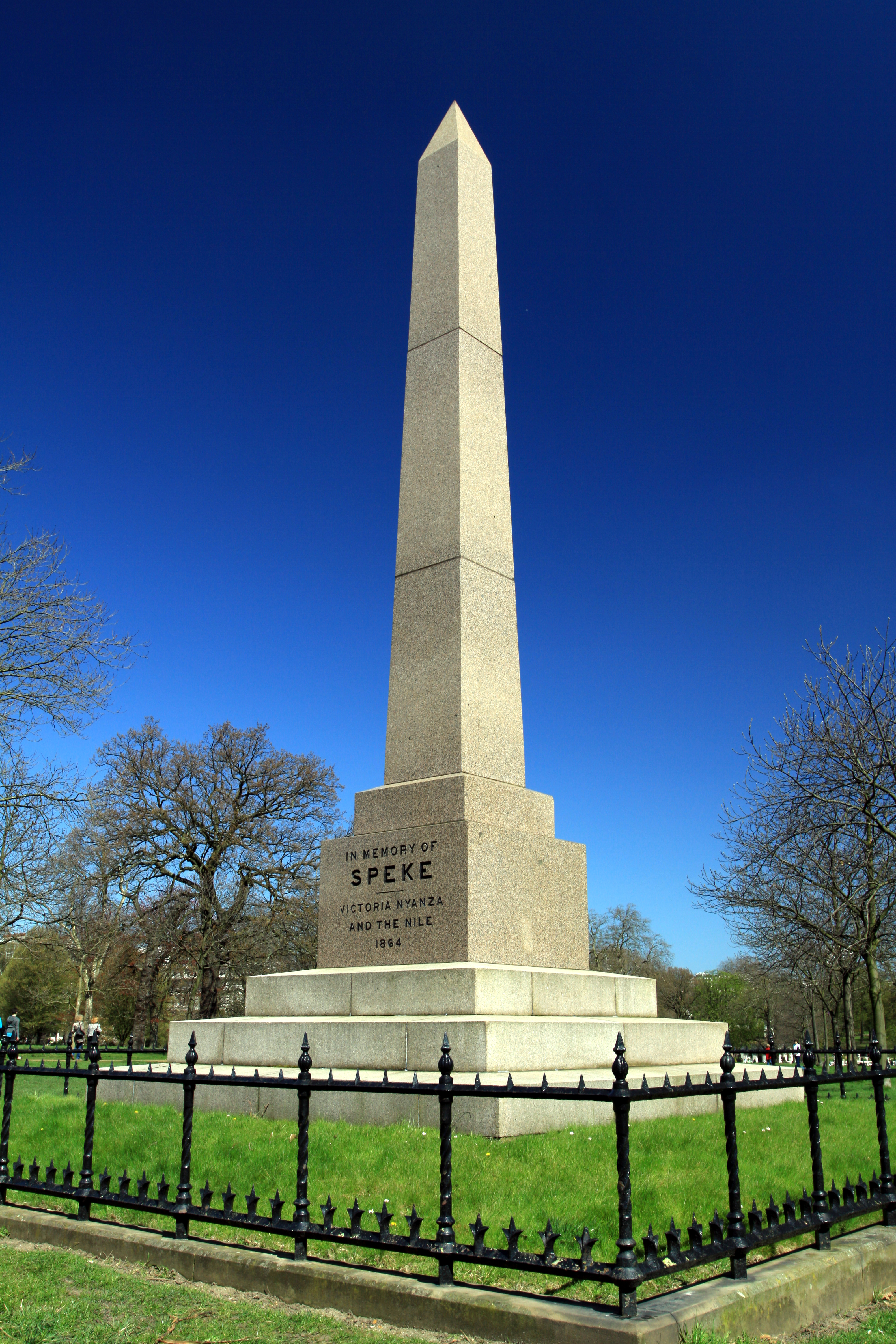
Speke emlékére emelt obeliszk a londoni Kensington Gardensben

Speke útja azonban nem tett pontot az ügy végére. Burton azt állította, hogy mivel Speke nem követte a Nílus folyását a Viktória-tótól Gondokoróig, ezért nem lehet benne biztos, hogy ott ugyanazt a folyót látta. A vita eldöntésére nyilvános megbeszélést terveztek kettejük közt a British Association földrajzi szekciója előtt 1864. szeptember 18-ára. Speke azonban a vita napjának délelőttjén, a wiltshire-i Neston Parkban vadászat közben egy saját fegyverétől elszenvedett lövésben életét vesztette.
Az esetet követő vizsgálat megállapította, hogy halála véletlen baleset következménye volt, ezt a következtetést tette magáévá egyetlen életrajzírója is, bár sokak számára az öngyilkosság gondolata is népszerű volt. Speke-et a család ősi birtokán, a Somerset megyei Dowlish Wake-ben temették el.

## Film Burton és Speke életéről
A Hold hegyei című, 1990-ben készült mozifilm (főszereplők Iain Glen Speke, és Patrick Bergin Burton szerepében) a Burton-Speke ellentétet mutatja be. A film utal Burton és Speke intim kapcsolatára, és halvány célzást tesz Speke magába zárkózott homoszexualitására. A film története William Harrison Burton and Speke (Burton és Speke) című regényén alapul, mely Speke-et egyértelműen homoszexuálisként, Burtont féktelen heteroszexuálisként jellemzi. Mindkét jellemábrázolás a tények és a művészi ábrázolásmód keveredésén alapul, ezért fenntartásokkal kell kezelni.

## Emlékezete

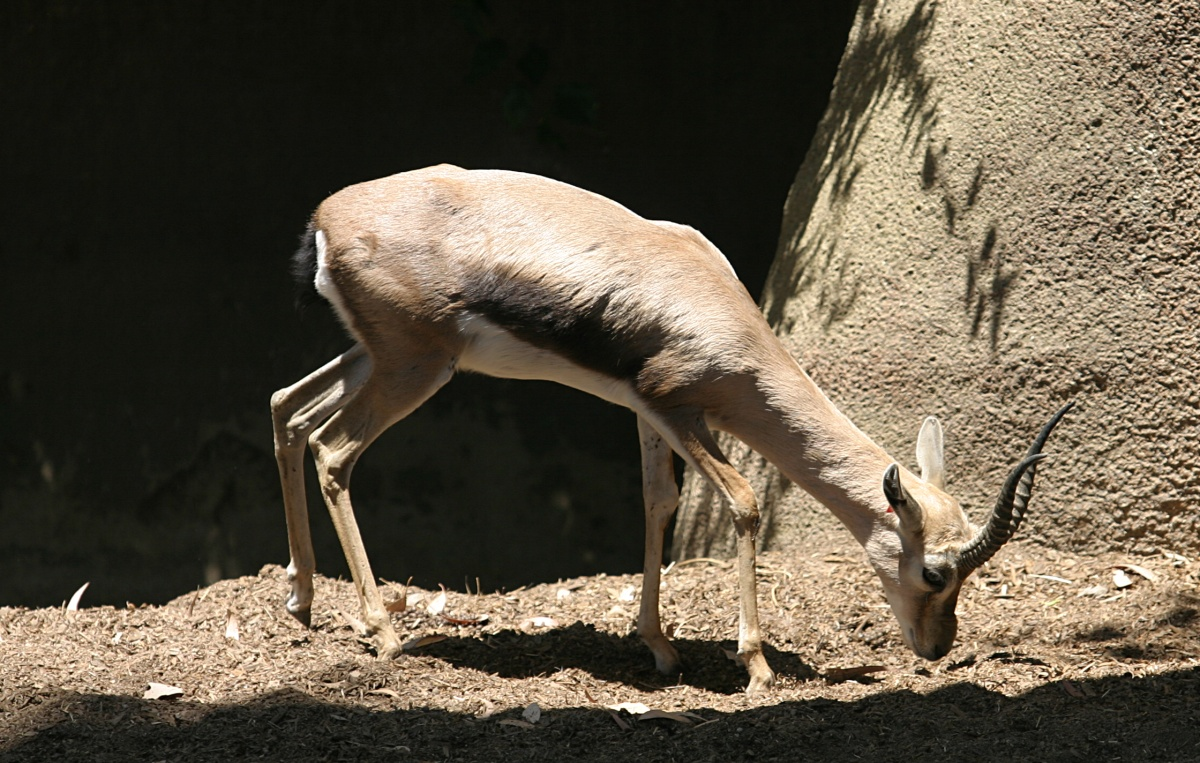
a Speke-gazella (Gazella spekei) kizárólag Szomália területén előforduló ritka gazellafaj, melyet John Hanning Speke emlékére neveztek el

Nevét a Rwenzori-hegységben emelkedő Speke-hegy viseli. Ezenkívül több állatfajt neveztek el a tiszteletére. Ilyenek a hosszúfarkú gundi (Pectinator spekei) (a gundifélék családjába tartozó rágcsáló), a Speke-gazella (Gazella spekei), a szitutunga (Tragelaphus spekeii) és a Ploceus spekei nevű szövőmadár.

## Életrajzok és könyvek
- Speke by Alexander Maitland (1971) (az egyetlen teljes életrajz)
- Burton and Speke by William Harrison (St Martins/Marek & W.H. Allen, 1984)
- A Walk Across Africa by J. A. Grant (London, 1864)
- The Travelling Naturalists by Clare Lloyd. (Study of 18th Century Natural History – Includes Charles Waterton, John Hannington Speke, Henry Seebohm and Mary Kingsley) Contains colour and black and white reproductions[8]